# Kenji Hon'nami
Kenji Hon'nami (本並 健治?, Hon'nami Kenji; Prefettura di Osaka, 23 giugno 1964) è un ex calciatore giapponese, di ruolo portiere.